# عائشة خاتون (ابنة محمد الأول)
عائشة خاتون أميرة عثمانية من السلالة العثمانية الحاكمة و ابنة السلطان العثماني محمد الأول.

## زواجها
تزوَّجت عائشة خاتون الأمير علاءُ الدين عليّ بن خليل القرماني

## وفاتها
توفيت عائشة و دُفنت في تُربة والدها بِبورصة.